# هيروكي أوموري
هيروكي أوموري (باليابانية: 大森 啓生) (26 يوليو 1990 في إيشينوماكي في اليابان – )؛ هو لاعب كرة قدم ياباني سابق كان يلعب كمدافع.

## وصلات خارجية
- هيروكي أوموري على موقع رابطة كرة القدم اليابانية للمحترفين (اليابانية)
- هيروكي أوموري على موقع قاعدة بيانات كرة القدم.إي يو (الإنجليزية)
- هيروكي أوموري على موقع Soccerway.com (الإنجليزية)